# Callum Connolly
Callum Connolly, né le 23 septembre 1997 à Liverpool, est un footballeur anglais qui évolue au poste de défenseur.

## Biographie

### En club
Le 9 août 2018, Connolly est prêté pour une saison à Wigan Athletic.
Le 31 janvier 2019, il est rappelé par Everton pour être dans la foulée prêté aux Bolton Wanderers jusqu'à la fin de la saison.
Le 24 juin 2021, il rejoint Blackpool.

### En équipe nationale
International anglais, Callum Connolly dispute le championnat d'Europe des moins de 19 ans en 2016. Lors de cette compétition, il ne joue qu'un seul match contre la France et l'Angleterre est battue en demi-finale par l'Italie.
Il dispute ensuite la Coupe du monde des moins de 20 ans en 2017 organisée en Corée du Sud. Il prend part à deux matchs et l'Angleterre remporte la compétition en battant le Venezuela en finale.
Le 25 mai 2018, il est sélectionné avec l'équipe d'Angleterre espoirs pour disputer le Festival international espoirs 2018 à la suite du forfait d'Ovie Ejaria. Quatre jours plus tard, il honore sa première sélection avec les espoirs anglais en étant titularisé face au Mexique (0-0). Le 6 juin 2018, Connolly inscrit son premier but dans cette catégorie lors de la demi-finale du tournoi contre l'Écosse (victoire 1-3).

## Statistiques
| Saison                | Club                    | Championnat           | Championnat | Championnat | Coupe nationale | Coupe nationale | Coupe de la Ligue | Coupe de la Ligue | Total | Total |
| Saison                | Club                    | Division              | M.          | B.          | M.              | B.              | M.                | B.                | M.    | B.    |
| 2015-2016             | Everton FC              | Premier League        | 1           | 0           | -               | -               | -                 | -                 | 1     | 0     |
| Sous-total            | Sous-total              | Sous-total            | 1           | 0           | -               | -               | -                 | -                 | 1     | 0     |
| 2015-2016             | Barnsley FC (prêt)      | League One            | 3           | 0           | -               | -               | -                 | -                 | 3     | 0     |
| 2016-2017             | Wigan Athletic (prêt)   | Championship          | 17          | 2           | 1               | 0               | -                 | -                 | 18    | 2     |
| 2017-2018             | Ipswich Town (prêt)     | Championship          | 34          | 4           | 1               | 0               | -                 | -                 | 35    | 4     |
| 2018-2019             | Wigan Athletic (prêt)   | Championship          | 17          | 1           | 1               | 0               | 1                 | 0                 | 19    | 1     |
| 2018-2019             | Bolton Wanderers (prêt) | Championship          | 16          | 2           | -               | -               | -                 | -                 | 16    | 2     |
| 2019-2020             | Lincoln City (prêt)     | League One            | 11          | 0           | 4               | 0               | -                 | -                 | 15    | 0     |
| 2019-2020             | Fleetwood Town (prêt)   | League One            | 15          | 2           | -               | -               | -                 | -                 | 15    | 2     |
| 2020-2021             | Fleetwood Town (prêt)   | League One            | 40          | 2           | 2               | 0               | -                 | -                 | 42    | 2     |
| Sous-total            | Sous-total              | Sous-total            | 153         | 13          | 9               | 0               | 1                 | 0                 | 163   | 13    |
| 2021-2022             | Blackpool FC            | Championship          | 31          | 2           | 1               | 0               | 1                 | 1                 | 33    | 3     |
| 2022-2023             | Blackpool FC            | Championship          | 33          | 1           | 1               | 0               | 1                 | 0                 | 35    | 1     |
| Sous-total            | Sous-total              | Sous-total            | 64          | 3           | 2               | 0               | 2                 | 1                 | 68    | 4     |
| Total sur la carrière | Total sur la carrière   | Total sur la carrière | 218         | 16          | 11              | 0               | 3                 | 1                 | 232   | 17    |

## Palmarès

### En sélection
- Angleterre -20 ans
  - Vainqueur de la Coupe du monde en 2017.
- Angleterre espoirs
  - Vainqueur du Festival international espoirs en 2018.